# Meryx rugosa
Meryx rugosa is een keversoort uit de familie Ulodidae. De wetenschappelijke naam van de soort is voor het eerst geldig gepubliceerd in 1804 door Latreille.